# Un Américain à Rome (film, 1964)
Pour le film de Steno sorti en 1954, voir Un Américain à Rome.
Pour plus de détails, voir Fiche technique et Distribution.
Un Américain à Rome (Panic Button) est une comédie américano-italienne réalisée par George Sherman et Giuliano Carnimeo, sorti en 1964.

## Synopsis
Un homme d'affaires décide de résoudre ses problèmes fiscaux en ne payant pas d'impôts, et il envisage les différentes possibilités qui s'offrent à lui pour échapper au fisc. Une des façons les plus évidentes est d'investir son argent quelque part. Lui et son frère décident de produire un long métrage de peu de valeur sur le thème de Roméo et Juliette. Le film, pourtant, qui était censé lui faire perdre beaucoup d'argent, est bientôt présenté à la Mostra de Venise et récompensé d'un lion d'or. Ils encaissent alors des gains importants qui lui permettent de payer l'amende du fisc.

## Fiche technique
Sauf indication contraire, les informations mentionnées dans cette section peuvent être confirmées par la base de données cinématographiques IMDb,  présente dans la section « Liens externes ».
- Titre français : Un Américain à Rome[1]
- Titre original anglais : Panic Button
- Titre italien : Panic Button... Operazione fisco![2]
- Réalisation : George Sherman, Giuliano Carnimeo
- Scenario : Hal Biller, Morton Friedman, Ron Gorton, Stephen Longstreet
- Photographie :	Angelo Lotti
- Montage : Renzo Lucidi
- Musique : Georges Garvarentz, Francesco De Masi
- Décors : Lamberto Giovagnoli
- Production : Enrico Bomba, Ron Gorton, Giuliano Simonetti
- Société de production : FICIT, Gorton Associates, Yankee Seven Arts
- Pays de production :  Italie
- Langue originale : italien
- Format : Couleur - 2,35:1 - Son mono - 35 mm
- Durée : 90 minutes (1 h 30)[2]
- Genre : Comédie
- Dates de sortie :
  - États-Unis : avril 1964
  - France : 6 octobre 1966[1]

## Distribution
- Maurice Chevalier : Philippe Fontaine
- Eleanor Parker : Louise Harris
- Jayne Mansfield : Angela
- Mike Connors : Frank Pagano
- Akim Tamiroff : Pandowski
- Carlo Croccolo : Guido
- Vincent Barbi : Mario
- Leopoldo Trieste
- Alberto Rabagliati
- Charles Fawcett
- Mimo Billi
- Daniele Vargas
- Walter Coy
- Luciano Bonanni
- Angela Cavo
- Angelo Dessy
- Mino Doro
- Attilio Dottesio
- Loris Gizzi
- Rosalba Grottesi
- Margareth Rose Keil : La fille dans l'hôtel
- Michela Roc
- Aldo Silvani

## Production
Après avoir échoué à poursuivre une carrière à Hollywood dans les années 1950 pour cause de maccarthysme, Maurice Chevalier a tourné de nombreuses coproductions américaines en Europe, dont Un Américain à Rome.
Le film est l'un des nombreux films étrangers dans lesquels joue Jayne Mansfield après avoir été radiée de la 20th Century Studios en 1962.
Tourné avec peu de moyens, le film n'a eu qu'une exploitation modeste. Il ne passait qu'en seconde séance aux États-Unis.
L'idée de faire un film pour échapper au fisc a été revisitée par Mel Brooks en 1968 dans son premier long-métrage Les Producteurs.